# ملخ‌های برگی
ملخ‌های برگی (نام علمی: Chorotypidae) نام یک تیره از راسته راست‌بالان است.